# Chimarrogale
Chimarrogale är ett däggdjurssläkte i familjen näbbmöss (Soricidae) med 6 arter som förekommer i östra och sydöstra Asien.

## Kännetecken
Arterna liknar i kroppsbyggnaden de europeiska vattennäbbmössen men är större. Liksom dessa är de anpassade till ett liv i vatten. Vid fötterna finns borstlika hår som har samma funktion som simhud. Ögonen och öronen är små och de sistnämnda kan slutas. Den täta vattenavvisande pälsen har en grå till svart färg med några ljusare hår, undersidan är allmänt ljusare. Kroppslängden ligger mellan 8 och 14 cm och därtill kommer en 6 till 12 cm lång svans. Vikten för vuxna individer varierar mellan 27 och 43 gram.
På varje sida av överkäken förekommer, förutom framtänder och kindtänder, tre enkla tänder med en spets (istället för en hörntand). Tandformeln är I 1/1, enkla tänder eller hörntand 3/1, P 1/1, M 3/3, alltså 28 tänder. Alla tänder har vit tandemalj.

## Utbredning och levnadssätt
Utbredningsområdet har sin norra gräns från Kashmir över Kina till Japan och sträcker sig söderut över Malackahalvön till Sumatra och Borneo. Chimarrogale vistas nära floder i bergstrakter upp till 3 300 meter över havet.
Individernas sim- och dykförmåga är utmärkt. Födan utgörs av insekter och deras larver samt av kräftdjur och små fiskar.
Arterna hotas av vattnets förorening och andra omvandlingar av levnadsområdet. IUCN listar C. phaeura som starkt hotad (endangered) och C. hantu som nära hotad (near threatened).

## Systematik
Släktet utgörs av sex arter:
- Chimarrogale hantu lever i Malackahalvöns södra del.
- Chimarrogale himalayica förekommer från Kashmir över södra Kina till Taiwan och Thailand.
- Chimarrogale phaeura är endemisk på Borneo.
- Chimarrogale platycephalus finns i Japan.
- Chimarrogale styani lever i södra Kina och norra Myanmar.
- Chimarrogale sumatrana är endemisk på Sumatra.